# Градац (Плетерница)
Градац је насељено место у саставу града Плетернице, у Славонији, Република Хрватска.

## Историја
До нове територијалне организације налазило се у саставу бивше велике општине Славонска Пожега.

## Становништво
На попису становништва 2011. године, Градац је имао 937 становника.

## Попис1991.
На попису становништва 1991. године, насељено место Градац је имало 1.042 становника, следећег националног састава:
| Попис 1991.‍   | Попис 1991.‍  | Попис 1991.‍ | Попис 1991.‍ | Попис 1991.‍ |
| ------------- | ------------ | ----------- | ----------- | ----------- |
|               |              |             |             |             |
| Хрвати        | Хрвати       |             | 1.022       | 98,08%      |
| Срби          | Срби         |             | 6           | 0,57%       |
| Словенци      | Словенци     |             | 3           | 0,28%       |
| Југословени   | Југословени  |             | 2           | 0,19%       |
| Албанци       | Албанци      |             | 1           | 0,09%       |
| Чеси          | Чеси         |             | 1           | 0,09%       |
| неопредељени  | неопредељени |             | 1           | 0,09%       |
| регион. опр.  | регион. опр. |             | 1           | 0,09%       |
| непознато     | непознато    |             | 5           | 0,47%       |
| укупно: 1.042 |              |             |             |             |